# Chimonobambusa pachystachys
Chimonobambusa pachystachys är en gräsart som beskrevs av Hsueh f. och Tong Pei Yi. Chimonobambusa pachystachys ingår i släktet Chimonobambusa och familjen gräs. Inga underarter finns listade i Catalogue of Life.